# Het Gulden Vlies van Thule
Het Gulden Vlies van Thule is het derde deel van een trilogie van Thea Beckman, uitgegeven in 1989. Het is een toekomstroman over Thule 10 eeuwen na de Derde Wereldoorlog.

## Het verhaal
Enkele decennia na de gebeurtenissen in Het helse paradijs zijn de Badeners er alsnog in geslaagd enkele delen van Thule te bezetten. De steden Upernavik, Gothab, Frederiksborg, Julianhab en Kulus zijn bezet en de Badeners trachten de gebieden te koloniseren. De Badeners hadden de steden direct zonder waarschuwing gebombardeerd en aangevallen, waarbij duizenden Thulenen omkwamen waaronder Konega Ferika-Dottir en haar vader Christian. 
De bevolking bood geen weerstand maar vluchtte; derhalve werden de steden herbevolkt met Badense kolonisten die direct in de leegstaande Thuleense huizen konden trekken. De Badeners maken gevangenen en zetten hen in kampen maar de Thulenen houden zich Oostindisch doof en worden uiteindelijk door de Badeners vrijgelaten, "ze zijn nog te stom voor eenvoudig werk". Ook is er geen belangstelling voor de Thuleense cultuur die men als barbaars ziet, en neemt rijwel niemand de moeite om Thuleens te leren of Thuleense boeken te bestuderen. De enkeling die dat wel doet wordt weggehoond. De regering moedigt kolonisatie aan en veel Badeners die in hun eigen overbevolkte land maar met moeite de eindjes aan elkaar kunnen knopen, vallen voor de verlokkingen van ruimte en de belofte van een beter bestaan. De Badeners krijgen echter te maken met "terroristische aanslagen" op hun steden en krachtcentrales, door de Thulenen. Ze kunnen de wildernis niet penetreren en de daders blijven onvindbaar.
Elvira is de dochter van een ambtenaar die ondergouverneur van Upernavik wordt. Hij wordt echter met een strafexpeditie meegestuurd, het binnenland in. Elvira denkt dat de gouverneur, Kloritz, dit deed omdat Elvira's vader klaagde over corruptie. De expeditie verdwijnt spoorloos, slechts een paar ondervoede soldaten bereiken Upernavik weer. Uit hun verslagen blijkt dat de strafexpeditie een grote mislukking was en dat de Badeners door de Thulenen in de val gelokt waren, gevangen genomen, en dat hen de volgende keus was aangeboden: Thuleen worden of ongewapend en zonder bepakking naar Badens gebied teruglopen. Elvira's vader is er niet bij.
Elvira, die van een Thuleense genaamd Beda (waarvan later blijkt dat ze vroeger de gewestbestuurster was van Upernavik) de taal heeft geleerd, gaat het binnenland in om haar vader te zoeken. Haar vader blijkt te zijn doodgeschoten. Dit moet opzettelijk op bevel van gouverneur Kloritz zijn geschied; Thulenen bezitten geen vuurwapens. Ze legt in de stad Sissaa contact met de Thuleense Konegazoon Tjalf. Die brengt haar naar Holtak, de nieuwe voorlopige hoofdstad van Thule. 
In de tussentijd leren ook de drie slimme dochters van oppergouverneur Von Birken de Thuleense taal. Shasita, Hajo en Reni trekken uiteindelijk het binnenland in om contacten met de Thulenen te leggen. Ze hopen wellicht handelscontacten te kunnen openen met de Thulenen.
Shasita, Hajo en Reni willen naar Holtak, waar Elvira al is. Dit leidt tot een voorzichtige Badens-Thuleense toenaderingspoging. Elvira wil vrede, Shasita, Hajo en Reni willen een soort handel. Ze spelen als tolk tussen de Badeners en Thulenen. Thura, de weduwe van Konegazoon Christian en grootmoeder van de huidige Konega, leidt het verzet en eist volledige ontruiming van de steden. Nu blijkt dat de Britten en Kanadenen een tegen het Badense Rijk gerichte alliantie met Thule hebben. De Badense regering wist dit en viel Thule aan op een moment dat de Britten door interne opvolgingsperikelen afgeleid waren. Tot hun teleurstelling verplaatsten de Thulenen hun regering en boden passief weerstand, deden de Britten hun woord gestand, en patrouilleren aan de grenzen van de Badense gebieden Britse oorlogsschepen. De Badense regering houdt dit angstvallig voor de eigen bevolking verborgen en is bang voor gezichtsverlies wanneer de steden ontruimd worden. De Badense kolonisten beginnen echter steeds harder te morren vanwege toenemend voedselgebrek en de aanslagen, waar de regering geen adequaat antwoord op heeft. Nieuwe kolonisten komen niet meer naar Thule en de roep om naar huis terug te gaan klinkt steeds harder.
De vier vriendinnen komen na lange tijd terug in Gothab, daar brengen ze verslag uit. De Badeners, die een diplomaat sturen, bieden aan Kulus en op langere termijn Upernavik te ontruimen. Dit is voor Thura en de Konega niet acceptabel, en ze dreigen met een verdubbeling van de aanslagen. Elvira gaat een keer terug naar Upernavik, daar moet ze een brief geven aan Kloritz. Maar ze wil er ook haar familie zien, haar moeder vertellen dat haar vader dood is en zien hoe de toestand daar is. Elvira's moeder is hertrouwd met de huisknecht en keurt Elvira's gedrag duidelijk af, haar jongere broer Arnoud gedraagt zich arrogant en bazig. Iedereen keurt haar gedrag af en vindt dat ze haar familie in de steek heeft gelaten en zich niet als een meisje gedraagt. Eenmaal bij Kloritz verklaart deze (die op de post van oppergouverneur aast en Elvira omwille van haar vader niet vertrouwt) haar schuldig aan landverraad en sluit haar op aan boord van het Badense schip. Shasita maakt zich zorgen om haar en trekt er ook op uit, om te zien wat er met Elvira gebeurd is. Het schip loopt vast en zinkt, maar ze weet toch veilig aan wal te komen. Vanaf daar gaan ze verder op reis naar Upernavik. Als ze onderweg Tjalf en een paar woudlopers tegenkomt schieten die haar te hulp. Tjalf bevrijdt Elvira.
Weer in Gothab doen ze opnieuw verslag uit, samen met de vredesonderhandelaar vertrekken ze na een tijd naar Holtak, om opnieuw te praten met Thura, alleen nu met de vrouwenraad en de vredesonderhandelaar erbij. Uiteindelijk, nadat Thura de vredesonderhandelaar wat kostbare zaken heeft gegeven (die dan aan het Badense Rijk gedoneerd zijn) is hiermee het probleem van gezichtsverlies enigszins verholpen en wordt verder onderhandeld over de teruggave van alle vijf bezette steden, Thura's oorspronkelijke eis. 
Er mag maar een kleine groep Badeners blijven, mits deze bereid zijn zich naar de Thuleense zeden te schikken. Elvira, die smoorverliefd op Tjalf is en vervreemd is geraakt van haar familie, zal waarschijnlijk in Thule blijven. Later komt ze erachter dat Tjalf ook verliefd is op haar. Ook de dochters van Von Birken willen graag blijven. Ze willen niet weg uit het prachtige Thule.